# Ousmane Abderaman Djougourou
 (juin 2025).
Motif : Simple CV d'un haut fonctionnaire. Sources juste liées à des nominations. Notoriété non démontrée
- Archive Wikiwix
- Bing
- Cairn
- DuckDuckGo
- E. Universalis
- Gallica
- Google
- G. Books
- G. News
- G. Scholar
- Persée
- Qwant
- (zh) Baidu
- (ru) Yandex
- (wd) trouver des œuvres sur Wikidata

| 1. | Préciser le motif de la pose du bandeau. | Précisez le motif de la pose du bandeau en utilisant la syntaxe suivante : {{admissibilité à vérifier\|date=juin 2025\|motif=remplacez ce texte par le motif}}                                    |
| 2. | Informer les utilisateurs concernés.     | Pensez à avertir le créateur de l'article, par exemple, en insérant le code ci-dessous sur sa page de discussion : {{subst:avertissement admissibilité à vérifier\|Ousmane Abderaman Djougourou}} |

Ousmane Abderaman Djougourou est un haut fonctionnaire tchadien, né le 28 novembre 1977. Il est le Contrôleur général de l’Autorité Indépendante de Lutte contre la Corruption (AILC) depuis le 7 février 2025,. 

## Biographie
Ousmane Abderaman Djougourou est diplômé en génie civil et possède une expérience dans le domaine des infrastructures. Il est était cadre supérieur à la Banque de Développement de l'Afrique Centrale, après avoir été haut cadre au Ministère des Infrastructures et des Transports du Tchad, où il a occupé divers postes depuis 2006, notamment celui de Directeur des Investissements Routiers et Expert en Infrastructures pour le G5 Sahel.

## Parcours professionnel

### Carrière
Avant d'être nommé Contrôleur général de l'AILC, Djougourou a exercé plusieurs rôles clés dans le secteur public. Il a travaillé au ministère des Infrastructures et des Transports, où il a acquis une expérience en analyse de projets d'infrastructure.